# Ibrahim bey Usubov
Ibrahim agha Usubov (en azéri: İbrahim agha Musa agha oglu Usubov; né le 6 mars 1872, Yukhary Salahli, district de Gazakh et mort le 16 juin 1920 à Bakou) est un général de division dans l'armée de Russie tsariste.

## Biographie
Ibrahim bey Usubov est né dans la famille de l'officier militaire Musa Agha Usubov le 6 mars 1872 dans le village de Yukhary-Salakhly de Qazakh uyezd. Recevant une éducation militaire et la discipline de son père, Ibrahim bey Usubov va à la célèbre école d'artillerie de Constantine. Après avoir obtenu son diplôme, Usubov reçoit le grade de podporuchik et est affecté au 122e régiment d'infanterie de Tambov.

## Activité militaire
En 1904, Usubov participe à la guerre russo-japonaise dans un rang de Stabskapitän. Pour son courage, Usubov reçoit l'Ordre de Saint-Vladimir et l'Ordre de Saint-Stanislas (avec épée et arc) du 3e degré pour son courage lors de la bataille de Port Arthur.
Plus tard, Usubov prend part à la Première Guerre mondiale. Le 14 octobre 1914, un bataillon dirigé par Usubov attaque des positions près du village de Mizinec, repoussant les forces autrichiennes. Toutes les contre-attaques autrichiennes d'une durée de trois jours sont repoussées par le bataillon d'Usubov. En décembre 1914, il est promu au grade de lieutenant-colonel. En 1915, il est promu au grade de colonel. Le 9 septembre 1915, Usubov est décoré de l'Ordre de Saint-Georges du 4e degré. En janvier 1917, il est nommé commandant de la brigade de la 133e division d'infanterie. Le 1er juillet 1917, il est promu général de division.

## Service en Azerbaïdjan
Après la révolution d'octobre en Russie, Ibrahim bey Usubov participe à la formation de l'armée azerbaïdjanaise en République démocratique d'Azerbaïdjan. Le gouvernement de l'ADR envoie Usubov en Italie pour l'achat d'uniformes militaires pour l'armée. Il négocie avec des entreprises à Gênes, Milan, Trente, Turin et Vérone.
Au début de juin 1920, Usubov est arrêté par les bolcheviks à son domicile. Il est exécuté par un peloton d'exécution le 16 juin 1920.